# Beagle Airedale
El Beagle A.109 Airedale fue un avión ligero civil británico desarrollado en la década de 1960.

## Diseño y desarrollo
El Airedale era un monoplano arriostrado de ala alta y cuatro asientos con un tren de aterrizaje triciclo fijo, principalmente de construcción en tubos de acero y recubierto de tela. Fue diseñado originalmente como el Auster D.8, que era una versión triciclo modificada del Auster D.6. Aunque similar en muchos aspectos, el Airedale no estaba basado en el anterior diseño Auster C.6 Atlantic, del cual se construyó y voló un solo avión en 1958 (matrícula G-APHT ). Los tres primeros fuselajes del D.8 estaban en construcción cuando Beagle Aircraft compró la empresa Auster, con sede en Rearsby, en 1960. En esta etapa, Beagle comenzó a introducir una serie de modificaciones importantes en el D.8, que incluían retrasar la puerta del piloto y agregar una segunda puerta a la derecha, ensanchar la cabina trasera, alargar el fuselaje trasero y agregar un empenaje en flecha, así como muchos cambios menores. Tras el primer vuelo del primer prototipo G-ARKE, se volaron siete aviones de desarrollo y preproducción adicionales. A medida que continuaron los cambios, estos ocho aviones fueron modificados y reconstruidos repetidamente; estas modificaciones agregaron continuamente peso adicional al avión y los costes se dispararon. El equipo de diseño ignoró las preocupaciones sobre el peso, cuando se sugirió que "el aumento de peso estaba dando como resultado un avión biplaza".
Las prestaciones del Airedale, aunque más rápido que el D.6 con el mismo motor, eran decididamente mediocres, en gran parte debido a su peso estructural comparativamente alto, y no pudo competir en el mercado con sus competidores estadounidenses. Esto se debió en gran medida a la obsoleta construcción de tubo de acero y tela, en comparación con los diseños más modernos totalmente metálicos del Piper Cherokee y del Cessna 172, pero también las prestaciones eran peores y la calidad de producción, deficiente. Beagle había conservado el método de construcción más antiguo, ya que el desarrollo de técnicas monocasco habría ampliado el tiempo de diseño; el Airedale mismo llevó unos cuatro meses y medio desde que se empezaron los dibujos de diseño hasta el primer vuelo. Sin embargo, el beneficio de esto se perdió por completo debido al prolongado período de desarrollo posterior. Además, el Airedale resultó costoso de fabricar, ya que las horas-hombre de producción fueron mayores de lo previsto y, en consecuencia, tenía un precio más alto que las importaciones estadounidenses. También se informó que los distribuidores en el extranjero sólo aceptaron comprar un Airedale de demostración porque querían ser nombrados agentes del Beagle-Miles M.218, que consideraban mucho más vendible.
Un solo Airedale, el primer prototipo (matrícula G-ARKE ), fue reequipado (por Marshall's de Cambridge) con un motor Continental GO-300-E de 134 kW (180 hp) para que pudiera ser parte de la exhibición SBAC en el Salón Aeronáutico de Farnborough de 1961, ya que el Airedale estándar no era elegible debido a su motor Lycoming O-360 construido en Estados Unidos. Este modelo fue designado A.111. Aparentemente, este motor fue fabricado por Rolls-Royce según su nuevo acuerdo de licencia, pero el motor procedía de Estados Unidos. Es discutible si este gasto estuvo justificado por la publicidad, y, además, las prestaciones eran peores.
La producción del Airedale terminó en 1963, después de producir sólo 43 aviones, cuando se calculó que la cifra de equilibrio podría ser de unos inviables 675 aviones. El Airedale requirió unas 6900 horas de trabajo y 2037 libras esterlinas en mano de obra para construirse, frente a un precio de venta inferior a 5000 libras esterlinas; en un momento dado de 1963, Beagle tenía 20 Airedale sin vender. El Airedale y el Terrier fueron construidos por Beagle como medidas provisionales mientras se diseñaban aviones más modernos, pero ambos sufrieron pérdidas significativas; en el caso del Airedale, casi 500 000 libras esterlinas. Parece que en 1962 se tomó la decisión de continuar la producción más allá de los primeros 25 aviones debido a las optimistas perspectivas y predicciones del presidente, Peter Masefield.

## Variantes

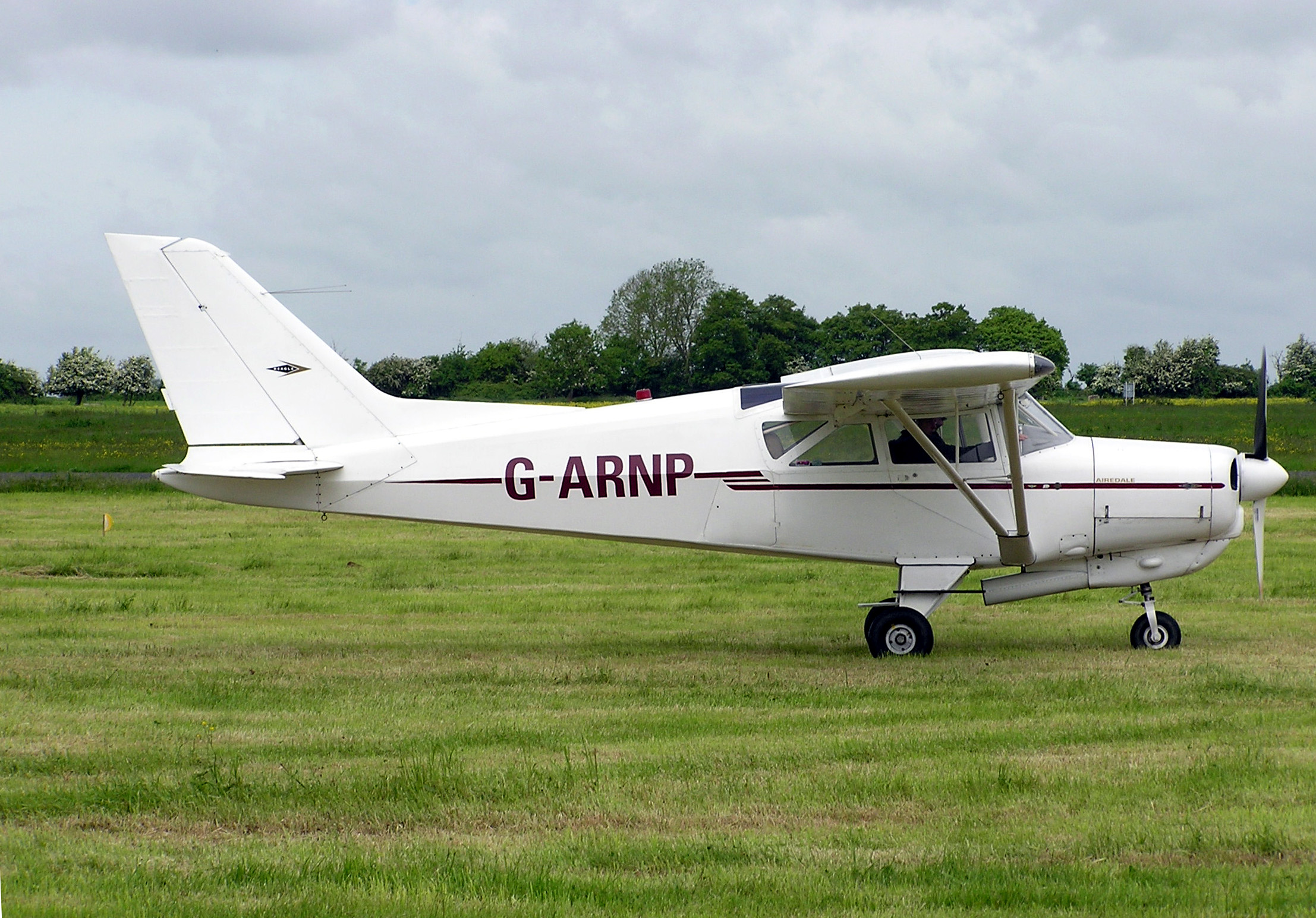
Un Airedale de matrícula británica.

Auster D.8
Diseño original de Auster.
Beagle A.109 Airedale
Avión utilitario de cuatro plazas, 43 construidos.
A.111
Variante del A.109 con motor Continental GO-300-E, uno convertido.

## Especificaciones (A.109)
Referencia datos: British Civil Aircraft since 1919 Volume I 

### Características generales
- Tripulación: Uno (piloto)
- Capacidad: 3 pasajeros
- Longitud: 8 m (26,3 ft)
- Envergadura: 11,1 m (36,3 ft)
- Altura: 3,1 m (10 ft)
- Superficie alar: 17,2 m² (185,1 ft²)
- Perfil alar: NACA 23012[1]
- Peso vacío: 739 kg (1628,8 lb)
- Peso cargado: 1247 kg (2748,4 lb)
- Planta motriz: 1× motor bóxer de 4 cilindros refrigerado por aire Lycoming O-360-A1A.
  - Potencia: 130 kW (179 HP; 177 CV)
- Hélices: McCauley 2D36C14/78KM/4 bipala de velocidad constante
- Diámetro de la hélice: 1,88 m
- Alargamiento: 6.9:1[17]
- Capacidad de combustible: 230 L máximo

### Rendimiento
- Velocidad máxima operativa (Vno): 230 km/h (143 MPH; 124 kt)
- Velocidad crucero (Vc): 214 km/h (133 MPH; 116 kt)
- Velocidad de entrada en pérdida (Vs): 84 km/h (52 MPH; 45 kt) (flaps abajo)[17]
- Alcance: 1510 km (815 nmi; 938 mi)
- Techo de vuelo: 3700 m (12 139 ft) [17]
- Régimen de ascenso: 3,3 m/s (650 ft/min)

## Aeronaves relacionadas

### Aeronaves similares
- Cessna 172
- Cessna 175
- Piper Cherokee

### Secuencias de designación
- Secuencia B._ (interna de Beagle): Airedale - Auster D.4 - B.206 - B.218 →